# Gebrüder-Wehrmann-Schanzen
Die Gebrüder-Wehrmann-Schanzen sind mehrere Skisprungschanzen in Bayern und stehen im Ort Warmensteinach. Im Landesleistungszentrum stehen zwei kleinere der Kategorien K 22, K 42,5, eine Mittlereschanze der Kategorie K 67 und eine Normalschanze der Kategorie K 90. Die Schanze K 90 ist die größte in ganz Nordbayern.

## Geschichte
In Warmensteinach steht seit 1911 die erste Schanze, wurde Schanze am Hängweg genannt und später in Gebrüder-Wehrmann-Schanze umbenannt. Hier fanden zwischen 1949 und 1993 insgesamt 14 bayerische, neun deutsche Nordische Skimeisterschaften und vier internationale Großveranstaltungen in Warmensteinach statt. Wegen der Nordischen Jugendmeisterschaften 1988 wurde die K 90-Schanze umgebaut. 2007 wurde die K 22-Schanze renoviert und am 3. Oktober 2007 eingeweiht. Nur die Schanzen K 22 und K 42,5 sind mit Matten belegt. Wegen fehlender Sicherheitseinrichtungen wird die K 90-Schanze zurzeit nicht genutzt.